# Julien Vande Veegaete
Julien Vande Veegaete (Gante, 1886 - Gante, 1960) fue un pintor de Bélgica.

## Biografía
Julien Vande Veegaete o Jules Van de Veegaete (en neerlandés) nació en 1886 en la ciudad de Gante, en Bélgica.
Pintor, acuarelista, dibujante, grabador, artista gráfico, tallista, litógrafo y escultor, fue alumno de Fernand Willaerts, de Jules Van Biesbroeck y de Jean Delvin  en la Academia de Bellas Artes de Gante.
Antes de la Primera Guerra Mundial se presentó varias veces para optar al Premio de Roma.En  1910, 1912 y 1913 fue uno de los participantes: registrado en 1910, de 1912 el examen de ingreso, de 1913 la prueba preliminar), pero sin resultado. Tras la guerra, en 1919 ganó el Segundo Premio de Escultura y en 1920 obtuvo el Premio de Roma en escultura y segundo Premio en pintura.
Perteneció a la asociación "Art and Knowledge" y al "círculo artístico y literario".
Su hija, Marie-Josée, también se dedica a la pintura desde 1942, con el apoyo de su padre. Ella pintó principalmente niños, hasta que los problemas mentales pusieron fin a su carrera profesional.

## Obras
Los temas predilectos de Julien Vande Veegaete son los retratos (generalmente mujeres) y paisajes (en su mayoría de Gante, su lugar de nacimiento). Pintó hermosas vistas de la ciudad, así como interiores (iglesias, museos, edificios antiguos). El Hospital Infantil de Alijn en el barrio de Patershol, forma parte de los espacios retratados en sus habituales incursiones en la ciudad, actualmente, este hospital acoge un museo etnográfico. También pintó en las ciudades de  Orange, Aviñón y Arlés. 
Sus pinturas suelen reflejar una atmósfera íntima, impregnada de silencio y melancolía, con toques impresionistas. En cuanto a la técnica, sobresalen las acuarelas y los pasteles, en cuanto que son mucho más numerosas.
Tenía su estudio en el Plotersgracht en el distrito Patershol y  en "Provenierstersstraat en Rabotstraat 87" una zona muy próxima a la facultad de Bellas Artes y de ambiente bohemio. 
En 1921 tuvo una exposición individual en el Zaal Taets (Salón Taets) de Gante en y otra en 1925 en el Círculo Artístico de la misma ciudad.
Algunas de sus obras se exhiben en el Ayuntamiento de Aalst (Bélgica) y otras en el Museo de Bruselas.

## Exposiciones
- 1921 tuvo una exposición individual en el Zaal Taets (Salón Taets) de Gante
- 1925, Cercle Artistique de Gante  (junto con Ferdinand Giele )